# Bückware

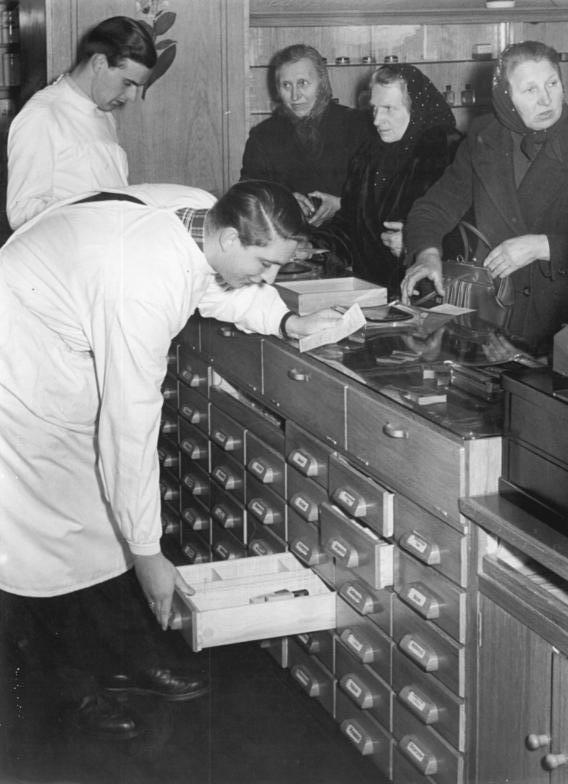
Apotheker bückt sich in der Offizin, um ein Schubfach unter dem Ladentisch zu erreichen. 1954 in Königs-Wusterhausen (ehem. DDR)

Bückware oder Bückeware bezeichnet Waren im Einzelhandel, für die Kunden oder Verkäufer sich sinnbildlich oder tatsächlich unter den Ladentisch oder zur untersten Regalabteilung bücken müssen.

## Historische Bedeutung
Gebräuchlich war diese Bezeichnung seit dem Überfall auf Polen 1939, als in der Zeit des Nationalsozialismus auf Grund der Rationierung von Handelswaren, insbesondere von Lebensmitteln und Textilien, Lebensmittelmarken bzw. Bezugsscheine eingeführt wurden. Aus der Produktion und den Lieferungen konnten damals noch Mehrmengen abgezweigt werden. Diese wurden nicht sichtbar unter dem Ladentisch oder irgendwo anders versteckt verwahrt. Bückware wurde an solche Kunden ausgehändigt, zu denen ein besonderes – auch vertrauensvolles – Verhältnis bestand, oder an solche, von denen man sich Gegenleistungen versprach oder erhielt.
In der Zeit des Wirtschaftswunders in der Bundesrepublik übertrug sich die Bezeichnung auf solche Artikel, deren Handel die Öffentlichkeit vor allem aus strafrechtlichen Gründen scheute, so zum Beispiel pornografische Erzeugnisse. In der DDR wandte man sie auf Artikel an, die örtlich knapp und nur durch Tausch oder persönliche Beziehungen zwischen Verkäufer und Kunden erhältlich waren.
Vielfach wurden in der DDR Waren, auch des täglichen Bedarfs, die nicht in ausreichender Menge verfügbar waren, von Verkäufern nur auf Nachfrage oder an Bekannte verkauft.

## Heutige Bedeutung
Im Handelsmarketing werden günstigere Produkte (oft Handelsmarken oder Gattungsmarken) in den unteren Abteilungen der Regale platziert (Bückzone). Teurere Marken, die bevorzugt gekauft werden sollen, befinden sich dagegen auf Sicht- bzw. Griffhöhe.